# Atesta balteata
Atesta balteata är en skalbaggsart som först beskrevs av Francis Polkinghorne Pascoe 1864.  Atesta balteata ingår i släktet Atesta och familjen långhorningar. Inga underarter finns listade.